# Marmury Elgina

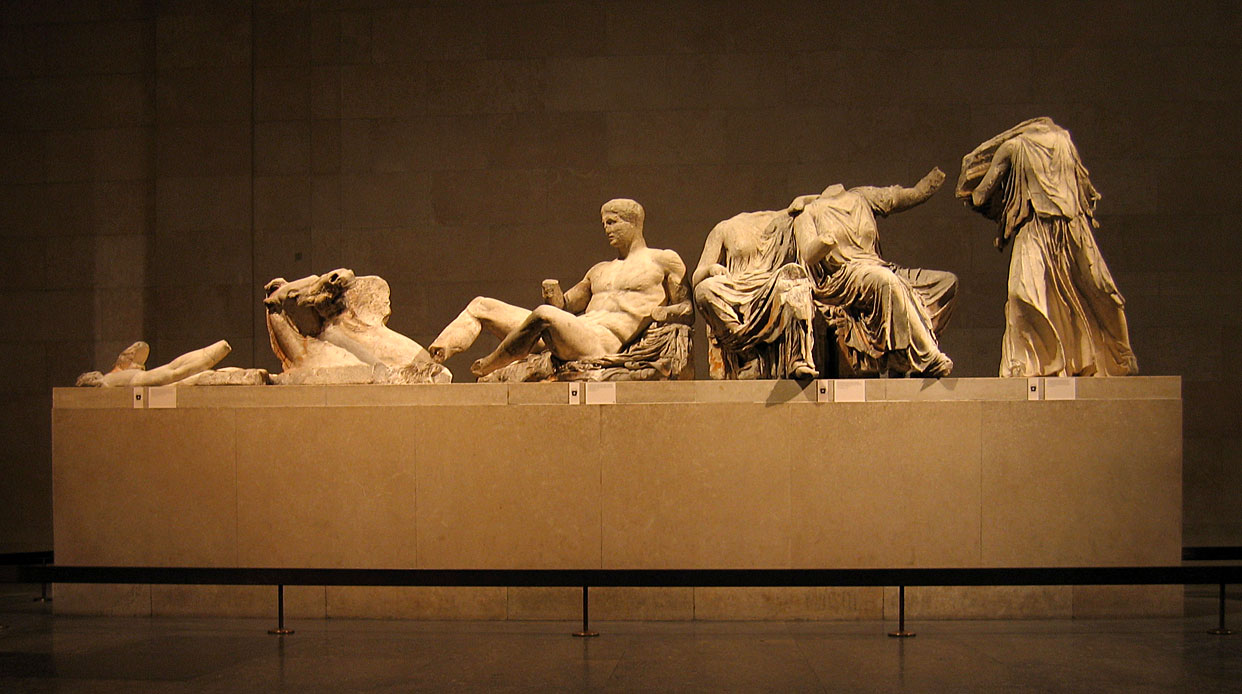
Marmury partenońskie w Muzeum Brytyjskim

Marmury Elgina – starożytne marmurowe rzeźby partenońskie, wywiezione z Aten do Londynu przez lorda Elgina (Thomasa Bruce’a).

## Historia
Thomas Bruce, 7. hrabia Elgin, w roku 1799 mianowany został ambasadorem brytyjskim w Imperium Osmańskim, które obejmowało także terytorium Grecji z Atenami. Ponieważ chciał wykorzystać swój pobyt w Turcji w celu sporządzenia rysunków i odlewów gipsowych starożytnych rzeźb znajdujących się w Atenach, w celu ich wykorzystania dla ozdoby swojej nowej siedziby w Szkocji, w drodze do Konstantynopola zatrzymał się na Sycylii, gdzie zaangażował zespół złożony z malarzy, architektów i specjalistów w sporządzaniu odlewów gipsowych, który skierował do Aten, podczas gdy sam podążył do Konstantynopola. Zespół Elgina, pomimo otrzymania oficjalnego firmanu (zezwolenia) od rządu tureckiego na sporządzanie kopii i rysunków, napotykał w latach 1800–1801 stale trudności w dostępie do Akropolis ateńskiej, służącej wówczas jako turecka twierdza wojskowa. Elgin uzyskał wówczas drugi firman, w którym uprawnienia rozszerzone zostały na prowadzenie wykopalisk na terenie Akropolis i zabieranie „fragmentów kamienia ze starymi inskrypcjami lub rzeźbami”. Wykorzystano sprzyjająca koniunkturę polityczną: w tym samym czasie wojska brytyjskie pokonały armię Napoleona Bonaparte w Egipcie i rząd turecki spodziewał się odzyskać tę prowincję dzięki życzliwej współpracy z Brytanią. Zdejmowanie rzeźb i płaskorzeźb trwało od połowy 1801 do 1812 r. Ogółem pozyskano 56 płyt z liczącego 111 płyt pokrytego płaskorzeźbą fryzu, 15 (z 92) metop i 17 figur z tympanonów. Ponadto wywieziono jedną z kariatyd i kolumnę z Erechtejonu.
Prace te powodowały zniszczenia Partenonu. Stosowano łomy, piły i materiały wybuchowe. Wskutek działalności lorda Elgina w języku francuskim uformował się termin „elginizm” (elginisme) oznaczający rabunkowe pozbawianie historycznych obiektów architektonicznych ozdób rzeźbiarskich.
W 1816 r. Elgin, doprowadzony do bankructwa swoim przedsięwzięciem, zmuszony został do zaoferowania Koronie Brytyjskiej marmurów do sprzedaży. Już wówczas legalność i etyczna strona przedsięwzięcia Elgina budziły w Brytanii wątpliwości, w znacznej mierze w wyniku popularności opublikowanego w 1812 r. poematu lorda Byrona Wędrówki Childe Harolda, w którym napiętnował on wywóz marmurów jako „splądrowanie krwawiącego kraju”. Byron ułożył też dystych Quod non fecerunt Gothi, fecerunt Scoti (łac. Czego nie zrobili Goci, to uczynili Szkoci). Marmury, zakupione przez rząd brytyjski, przekazane zostały następnie Muzeum Brytyjskiemu, w którym nadal znajdują się.
Już w roku 1833 rząd Grecji po raz pierwszy podjął starania o zwrot marmurów. Ponowne starania miały miejsce w roku 1924, z okazji setnej rocznicy śmierci Byrona, w czasie drugiej wojny światowej, i wreszcie w roku 1983, kiedy po raz pierwszy rząd Grecji wystosował oficjalne żądanie zwrotu marmurów. Bardzo aktywnie walczyła o zwrot marmurów Melina Mercouri, aktorka i minister kultury Grecji.
Ze strony brytyjskiej idea zwrotu marmurów Grecji pojawiła się już w 1816 r. wśród członków Parlamentu, a również rząd brytyjski, co najmniej dwukrotnie – w 1941 r. i ponownie w r. 1997 po przejęciu władzy przez Partię Pracy, był bliski decyzji o zwrocie marmurów Grecji. Tak się jednak dotąd nie stało.